# La Altagracia (tỉnh)

Huy hiệu của La Altagracia

La Altagracia là tỉnh tỉnh cực đông Cộng hòa Dominica. Punta Cana nằm ở bờ đông tỉnh này.
Cho đến năm 1968, tỉnh này thuộc tỉnh La Romana ngày nay, và bao gồm cả đảo Saona cũng như đảo Catalina.
Tên tỉnh được đặt tên theo bức tranh Đức Bà La Altagracia, được mang đến đây từ Tây Ban Nha đầu thế kỷ 16.

## Các đô thị và các huyện đô thị
Đến thời điểm ngày 20 tháng 10 năm 2006, tỉnh này được chia thành đô thị (municipio) và các huyện đô thị (distrito municipal - D.M.):
- Salvaleón de Higüey
  - Bávaro (D.M.)
  - Punta Cana (D.M.)
  - La Otra Banda (D.M.)
- Las Lagunas de Nisibon
- San Rafael del Yuma
  - Bayahibe (D.M.)
  - Boca de Yuma (D.M.)
- Isla Saona
- Isla Catalina